# Giovanni De Riseis
Giovanni De Riseis, principe di Satriano, barone di Crecchio, duca di Bovino, di castell'Ariola e di Taormina, conte di Savignano, predicato di Greci, Castelluccio de' Lauri, Panni, Orsara e Montellaro in Val Cervaro (Napoli, 21 giugno 1872 – 15 aprile 1950) è stato un imprenditore e politico italiano.

## Biografia
Apparteneva ad una famiglia aristocratica affermatasi a partire dal XVIII secolo nell'Abruzzo Citeriore.
Il nonno paterno di Giovanni era Panfilo De Riseis (sposatosi con Maria Clementina Dragonetti, appartenente all'importante famiglia Dragonetti dell'Aquila e sorella del Senatore del Regno Luigi Dragonetti). L'imprenditore e politico Giuseppe De Riseis era suo zio.  Il padre di Giovanni era Luigi, possidente terriero e più volte deputato nella Camera del Regno d'Italia. La madre era invece Maddalena Guevara Suardo (appartenente alla famiglia dei Guevara duchi di Bovino), la quale aveva sposato Luigi De Riseis nel 1871. Dalla madre Giovanni acquisì i titoli di Duca di Bovino, Duca di Castell'Airola, Conte di Savignano, che aggiunse a quello di barone di Crecchio proveniente dal lato paterno.

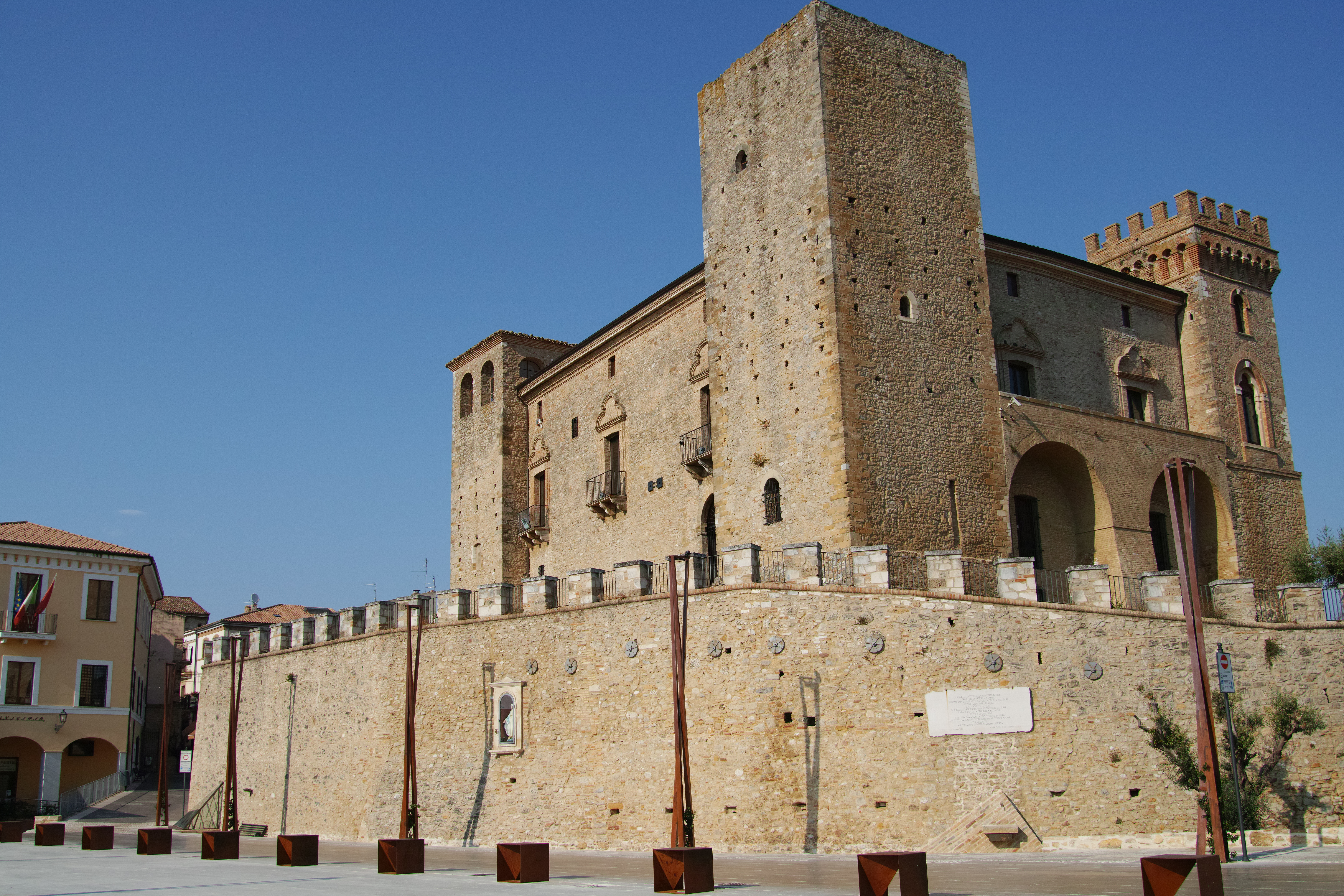
Il castello ducale di Crecchio, dei duchi di Bovino

Si laureò in giurisprudenza presso l'università di Napoli per amministrare le numerose proprietà di famiglia (aziende agricole, immobili, società).
Giovanni sposò il 7 giugno del 1899 a Napoli Maria Antonietta d'Alife Gaetani d'Aragona, figlia del senatore Nicola Gaetani d'Alife; la coppia ebbe quattro figlie: Maddalena (sposatasi con il senatore ed ammiraglio Francesco Rogadeo), Teresa (sposatasi con Gaetano Cafiero), Maria (sposatasi in prime nozze con Luigi De Riseis ed in seconde nozze con Galeazzo Manzi Fè) e Gabriella (sposatasi con Giovanni Pignatelli, duca di Montecalvo).
Appassionato viaggiatore, ha scritto diversi volumi sul Giappone, l'India e l'Armenia. Podestà di Napoli dal 1930 al 1932, ebbe accesso a corte attraverso sua moglie, dama di palazzo della regina Elena, ed ospitò nella residenza di famiglia a Crecchio la famiglia reale in fuga da Roma dopo l'8 settembre 1943. Senatore dal 1934, fu dichiarato decaduto dall'alta corte di giustizia per le sanzioni contro il fascismo con sentenza del 29 settembre 1945.

## Opere
- Caucaso ed Asia centrale : Ricordi di viaggio, con fotografie dell'autore. R. Carabba Tipografia Editrice, 1904
- Il Giappone moderno : viaggio. Treves, 1895
- Il Giappone moderno / viaggio di Giovanni De Riseis. Milano : Treves, 1896
- Feste giapponesi. Ricordi di viaggio. Nuova antologia di scienze, lettere ed arti
- Traverso l'Armenia russa (con 14 illustrazioni). Nuova antologia di lettere, scienze ed arti
- Dagli Stati Uniti alle Indie : paesaggi e ricordi. Ripamonti e Colombo, 1899